# 陈从
陈从（?—?），东汉初年武陵澧中蛮领袖，澧中（今湖南澧县）人。
汉章帝建初元年（76年），不堪官吏征敛，陈从等反叛汉朝，进入入零阳（今慈利、张家界一带）蛮界。当年冬，零阳蛮的五里精夫（少数民族首长）帮助武陵郡击破陈从，陈从等全部降汉。建初三年（78年）冬，陈从的盟友溇中蛮覃兒健等反汉，建初五年（80年）春，朝廷击斩覃兒健。